# Lower South East Marine Park
Lower South East Marine Park är en park i Australien. Den ligger i delstaten South Australia, omkring 360 kilometer sydost om delstatshuvudstaden Adelaide.
Trakten är glest befolkad. 
Genomsnittlig årsnederbörd är 870 millimeter. Den regnigaste månaden är juli, med i genomsnitt 146 mm nederbörd, och den torraste är februari, med 14 mm nederbörd.